# گرت (دزد)
گَرِت (به انگلیسی: Garrett) شخصیت اصلی سری بازی دزد، یک بازی ویدئویی استیم‌پانک به سبک مخفی‌کاری است. گرت اولین بار سال ۱۹۹۸ در بازی دزد: پروژهٔ تاریک معرفی شد. نشریات زیادی این شخصیت را یکی از بهترین آنتی‌هیروهای بازی‌های ویدئویی (قهرمان‌هایی که ویژگی‌های منفی هم دارند) و یکی از بهترین شخصیت‌های بازی دانسته‌اند.

## گرت در بازی
گرت در کودکی که یتیم و بی‌خانمان است، برای اینکه گرسنه نماند پیام می‌رساند و از مردم شهر دزدی می‌کند. یک بار که قصد دزدیدن کیسهٔ پول فردی شنل‌دار را دارد گیر می‌افتد. فرد شنل‌دار به او می‌گوید که این کیسه مال تو نیست. گرت می‌گوید که گرسنه‌است و از او می‌خواهد که رهایش کند و او را به چکش‌داران تحویل ندهد. فرد شنل‌دار می‌گوید که گرت با استعداد است و دیدن یک نگهبان کار آسانی نیست به ویژه نگهبانی که نمی‌خواهد دیده شود. نگهبان به او می‌گوید که به افراد بااستعدادی چون او نیاز دارند و از او دعوت می‌کند که اگر از وضع زندگی‌اش خسته شده‌است، دنبال او برود و به گروه نگهبانان، که گروهی سری است، بپیوندد تا آن‌ها راهی متفاوت به او نشان دهند. گرت که ترسیده‌است از او می‌خواهد که رهایش کند و نگهبان می‌رود. اما قبل از اینکه نگهبان را در جمعیت گم کند، خودش را به او می‌رساند. پیوستن به گروه نگهبانان، آغاز آموزشی بلندمدت برای او می‌شود.
گرت بعداً از نگهبانان جدا می‌شود تا برای خودش کار کند. او با مهارت‌هایی که از آن‌ها آموخته‌است ماموریت‌هایی همراه با دزدی از ثروتمندان انجام می‌دهد. در بازی دزد: پروژه تاریک شخصیتی به نام ویکتوریا یک چشم گرت را در می‌آورد اما در پایان بازی دارای یک چشم مکانیکی به جای چشمی که از دست داده می‌شود. در بازی دزد ۲: عصر فلز و دزد: سایه‌های مرگبار از توانایی بزرگ نمایی این چشم نیز استفاده می‌کند. گرت دوباره در بازی دزد: سایه‌های مرگبار، به نگهبانان می پیوندد. او که در پایان بازی یکی از نگهبانان شده‌است، کودکی را که قصد دزدیدن کیسهٔ پولش را دارد، می‌گیرد و گفتگوی آنها شبیه گفتگویی است که گرت در کودکی با نگهبان شنل‌دار داشته‌است.